# Indiens civila statsförvaltning
Indiens civila statsförvaltning (IAS, The Indian Administrative Service) är Indiens civila statsförvaltning och kallas ibland "Indiens stålram", på grund av dess betydelse för indisk politik. Dess goda rykte har dock försämrats under de senaste decennierna på grund av en ökad partipolitisering, korruption och ett mer eller mindre utbrett bruk att sälja och köpa tjänstebefattningar.
Föregångaren till IAS var brittisk-indiska Indian Civil Service, upprättad på 1700-talet av Brittiska Ostindiska Kompaniet som den första byråkratin av modernt europeiskt snitt.